# Nyons
Nyons is een Franse gemeente in het departement van de Drôme in de regio Auvergne-Rhône-Alpes. Ze heeft een bevolking van 6.772 inwoners (2019) en een oppervlakte van 23,45 km². Het is de hoofdstad (onderprefectuur) van het arrondissement Nyons.
Nyons heeft als bijnaam "Petit Nice" door het microklimaat, dat net zoals dat in Nice schijnt te zijn. Door het mooie klimaat hebben zich in Nyons veel gepensioneerden gevestigd. De lokale wind wordt de Pontias genoemd. Nyons bezit, net als Nice, zijn eigen "Promenade des anglais", niet een kustboulevard zoals in Nice, maar een smalle bochtige weg over de heuvels tussen de olijfbomen, met uitzichtpunten over het stadje. Met Pasen organiseert de stad een corso dat elk jaar duizenden mensen aantrekt. Nyons heeft een romaanse brug over de l'Eygues of Aygues.
De lokale specialiteit is de olijf en in het bijzonder de olijfolie. "La tanche" is een olijfsoort die alleen voorkomt in de olijfboomgaarden van Nyons. Na 1956 (een jaar met erge vorst) kwamen er wel meer fruitboomgaarden en wijngaarden in de plaats van de olijfbomen.
|  |  |

## Geschiedenis
In de Gallo-Romeinse periode was Noiomagus een nederzetting van de Vocontii op de weg tussen Vaison en Luc. In de 6e eeuw werd het klooster van Saint Césaire gesticht. Nyons werd bestuurd door de baronnen van Mévouillon en daarna van Montauban. In de 13e eeuw kreeg Nyons een stadsbestuur (consuls) en in 1337 kreeg Nyons stadsrechten. De 14e eeuw verliep voorspoedig; de Halles en de Pont Roman werden toen gebouwd.
Tijdens de Hugenotenoorlogen was Nyons een protestants bolwerk. De stad was een place de sûreté voor de hugenoten en rond 1580 werd een citadel gebouwd op de linkeroever van de Eygues. Deze werd in 1633 afgebroken op bevel van koning Lodewijk XIII, om nieuwe protestantse opstanden onmogelijk te maken. Na de intrekking van het Edict van Nantes emigreerden vele protestanten.
Tijdens de 19e eeuw werd de Eygues ingedijkt en groeide de stad buiten de oude stadsomwalling. De wijnbouw en de zijdeteelt hadden te lijden onder plagen (druifluis en ziekte onder de zijderupsen). In 1897 kreeg Nyons een spoorwegverbinding met Pierrelatte.

## Geografie
De oppervlakte van Nyons bedraagt 23,45 km².

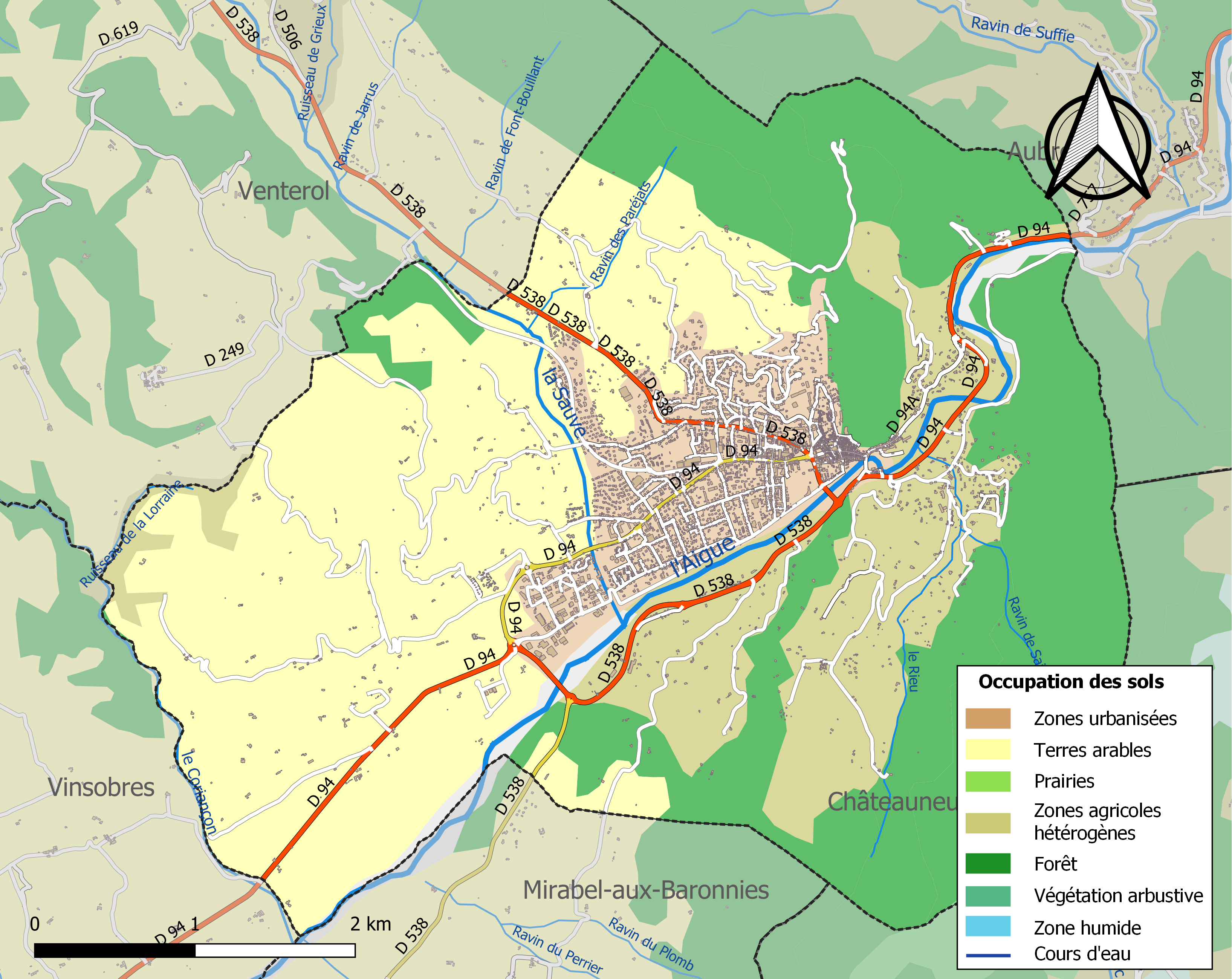
Kaart van de gemeente met belangrijkste infrastructuur, bodemgebruik en omliggende gemeenten

## Demografie
Onderstaande figuur toont het verloop van het inwonertal (bron: INSEE-tellingen).

## Geboren in Nyons
- Camille Bréchet (1862-1934), historicus
- Adrien Bertrand (1888-1917), journalist en dichter
- René Barjavel (1911-1985), schrijver